# Joseph Hippolyte Guibert

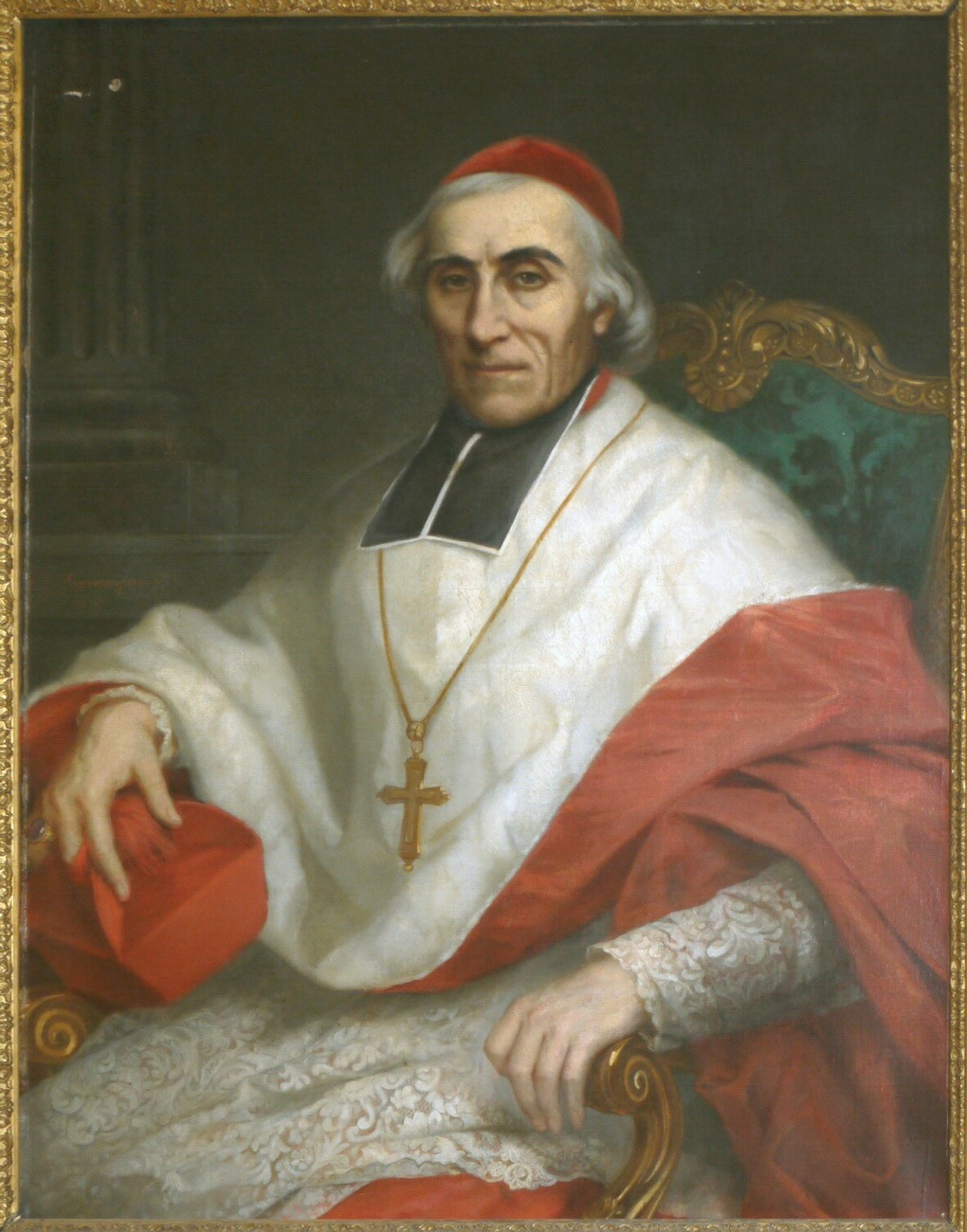
Kardinal Guibert (um 1871)

Joseph Hippolyte Guibert OMI (* 13. Dezember 1802 in Aix-en-Provence; † 8. Juli 1886 in Paris) war ein französischer Ordensgeistlicher, Kardinal und Erzbischof von Paris.

## Leben
Joseph Hippolyte Guibert war der Sohn des Bauern Pierre Guibert. Im Alter von 17 Jahren trat er 1819 ins Priesterseminar von Aix ein, das zu dieser Zeit von den Sulpizianern geführt wurde. Zu Beginn des Jahres 1823 trat er der Gemeinschaft der Missionare der Provence bei und legte am 29. Dezember 1823 die ewigen Gelübde ab. Die Diakonenweihe empfing er ein Jahr später am 18. Dezember 1824, die Priesterweihe am 14. August 1825 in Marseille durch Bischof Charles Fortuné de Mazenod.
Er war von 1826 bis 1828 Novizenmeister der Gemeinschaft und von 1829 bis 1834 Superior des Hauses in Notre-Dame du Laus. 1835 wurde er zum Oberen des Priesterseminars von Ajaccio ernannt. Dieses Amt übte er sechs Jahre aus, bis er im Alter von 39 Jahren am 30. Juli 1841 zum Bischof von Viviers ernannt und am 11. März 1842 in Marseille von Eugen von Mazenod zum Bischof geweiht wurde. Mitkonsekratoren waren Bischof Toussaint Casanelli d’Istria und Bischof Pierre Chatrousse. Innerhalb von fünf Jahren besuchte er alle Pfarreien seines Bistums und gründete eine Reihe diözesaner Gemeinschaften, außerdem verbesserte er die Ausbildung des Klerus.
Bischof Guibert lehnte die Bischofssitze von Avignon, Grenoble und Aix ab, bevor er am 4. Februar 1857 zum Erzbischof von Tours ernannt wurde. Auch in der Diözese Tours besuchte er alle Pfarreien. Er engagierte sich stark für den Wiederaufbau der Basilika St. Martin. Er verteidigte stets die Rechte des Heiligen Stuhls und nahm als Konzilsvater am Ersten Vatikanischen Konzil teil.
Am 27. Oktober 1871 wurde er von Papst Pius IX. zum Erzbischof von Paris ernannt. 1872 gab er den Anstoß für die Planungen zum Bau der Basilika Sacré-Cœur auf dem Montmartre. 1875 gründete er die katholische Universität, das spätere Institut Catholique. Am 22. Dezember 1873 wurde er von Papst Pius IX. zum Kardinal kreiert und bekam die Titelkirche San Giovanni a Porta Latina zugewiesen. Er nahm am Konklave von 1878 teil, in dem Leo XIII. zum Papst gewählt wurde. Er war ein beliebter Ratgeber im französischen Episkopat. Auch politisch zögerte er nicht, sich zu äußern, wo er es für nötig befand.
Zeit seines Lebens blieb der strenge Asket der Kongregation der Oblatenmissionare verbunden und war immer ein Ratgeber für deren Gründer und Generaloberen Eugen von Mazenod und dessen Nachfolger Joseph Fabre OMI.
Joseph Hippolyte Guibert starb am 8. Juli 1886 und wurde in der Basilika Sacré-Cœur beigesetzt.